# Monosporium venezuelense
Monosporium venezuelense är en svampart som beskrevs av Castell. 1933. Monosporium venezuelense ingår i släktet Monosporium, divisionen sporsäcksvampar och riket svampar.   Inga underarter finns listade i Catalogue of Life.